# All My Friends (canción de LCD Soundsystem)
«All My Friends» es una canción de la banda estadounidense de rock LCD Soundsystem. Fue lanzado el 28 de mayo de 2007 como el segundo sencillo de su segundo álbum de estudio Sound of Silver y fue escrito por Pat Mahoney, James Murphy y Tyler Pope. La canción recibió elogios de los críticos y apareció en muchas listas de fin de año y de todos los tiempos. Alcanzó el puesto número 41 en la lista de sencillos del Reino Unido. Los lados B del sencillo incluyen versiones de la canción de la banda escocesa de indie rock Franz Ferdinand y del exmiembro de The Velvet Underground, John Cale. La canción apareció en el tráiler de la película IF de 2024.

## Recepción
«All My Friends» fue nombrada como la mejor canción del 2007 por la revista Pitchfork .  En 2009, Pitchfork incluyó la canción en el puesto número 2 de su lista de las 500 mejores canciones de la década del 2000. 
Fue seleccionada por los lectores de Guardian Unlimited como el mejor sencillo de 2007.  La revista Time nombró a "All My Friends" una de las 10 mejores canciones de 2007, ubicándola en el puesto número 4.  La revista Rolling Stone clasificó a "All My Friends" como la 41.ª mejor canción de la década de 2000.  En octubre de 2011, NME lo colocó en el puesto número 118 de su lista "150 mejores canciones de los últimos 15 años".  La revista Rolling Stone colocó la canción en el puesto número 87 de su lista de 2021 de las 500 mejores canciones de todos los tiempos . 

## Vídeo musical
El video musical de "All My Friends" fue grabado en una sola toma. Aparece James Murphy con el rostro pintado y cantando frente a la cámara. A medida que avanza el vídeo, la tecladista Nancy Whang y el baterista Pat Mahoney se ven reflejados en espejos detrás de Murphy. El vídeo fue dirigido por Tom Kuntz.

## Composición
"All My Friends" está construida sobre una melodía de piano repetitiva en la tonalidad de La mayor, que aumenta gradualmente en volumen y dinámica a lo largo de la duración de la canción. 

## Significado
La canción 'All My Friends' de LCD Soundsystem, liderada por James Murphy, es una oda melancólica y reflexiva a la juventud, la amistad y el paso del tiempo. A través de una progresión constante y repetitiva, la canción captura la esencia de los momentos vividos y las decisiones tomadas, a menudo en el contexto de la vida nocturna y las fiestas.
La letra comienza con una narrativa que parece describir una reunión típica de amigos que se extiende hasta altas horas de la madrugada. Sin embargo, a medida que avanza, se revela como una meditación más profunda sobre cómo las personas cambian y cómo las amistades se prueban con el tiempo. La repetición de 'If I could see all my friends tonight' no solo refleja un deseo de reunirse con amigos del pasado, sino también una reflexión sobre la conexión y la distancia que a menudo crece entre las personas a medida que envejecen.

## Posicionamiento en listas y certificaciones
Listas semanales
| Lista (2007)                           | Mejor posición |
| -------------------------------------- | -------------- |
| Escocia (Scottish Singles Sales Chart) | 15             |
| Estados Unidos (Dance Singles Sales)   | 10             |
| Reino Unido (UK Singles Chart)         | 41             |

### Certificaciones
| País        | Organismo certificador | Certificación | Ventas  | Ref.   |
| ----------- | ---------------------- | ------------- | ------- | ------ |
| Reino Unido | BPI                    | Plata         | 200 000 | [ 14 ] |

## Versión de Franz Ferdinand
La banda escocesa de indie rock Franz Ferdinand versionó la canción como parte del EP A Bunch of Stuff de LCD Soundsystem, que se lanzó el 18 de septiembre de 2007.  Su versión también aparece en los primeros formatos de 7" y CD de la canción original y como lado B de su sencillo «Can't Stop Feeling».  También se realizó un vídeo musical para la esta versión, que fue dirigido por Anna McCarthy, la hermana del miembro de la banda Nick McCarthy . 